# Heroes of Might and Magic IV
Heroes of Might and Magic IV ist ein rundenbasiertes Strategiespiel des US-amerikanischen Entwicklers New World Computing. Es wurde im März 2002 von 3DO für Windows und Mac OS veröffentlicht. Es war das letzte von Serienschöpfer New World Computing entwickelte Spiel der Reihe, nach der Insolvenz von 3DO wechselten die Rechte 2003 zum französischen Publisher Ubisoft. 

## Handlung
Nach den Ereignissen von Heroes Chronicles: The Sword of Frost wird die alte Welt Kolonie in einer großen Explosion zerstört. Durch mysteriöse Dimensionsportale können die Überlebenden jedoch in eine neue Welt namens Axeoth fliehen. Die Entwickler vollzogen diesen Schritt, um sich von diversen Altlasten und Widersprüchen trennen zu können.
Die Kampagnen beschreiben sechs unabhängige Storys, in denen die Überlebenden der alten Welt versuchen, in Axeoth Fuß zu fassen. Unter anderem muss der Dschinn Solmyr verhindern, dass sein Meister Gavin Magnus mit einem magischen Pendel die Gedanken der Menschen kontrollieren kann (auf diese fragwürdige Art will er für Weltfrieden sorgen). Lysander, Herrscher von Erathias Nachfolgestaat Palaedra, wird mit einem Mann konfrontiert, der behauptet, der letzte Überlebende der Greifenherz-Familie und damit rechtmäßiger König zu sein, und Tarnums Stiefsohn Waerjak versucht die Barbarenstämme wieder zu einen.

## Inhalt
Für Heroes of Might and Magic IV wurde die Anzahl der Stadttypen und Kreaturen reduziert (auch Kreaturenupgrades wurden wieder abgeschafft), um stattdessen größere Unterschiede zwischen den verbleibenden erarbeiten zu können. Ein zentraler Aspekt des Spiels sind nun die sechs Gesinnungen, an welche nicht nur die Stadttypen, sondern auch die Zaubersprüche geknüpft sind. Diese können nur noch von Helden mit den entsprechenden Talenten erlernt werden, und jede Gesinnung setzt auf unterschiedliche Effekte.
- Leben (Hafen, Ritter/Priester): Menschliche Soldaten; Heil- und Schutzzauber
- Ordnung (Akademie, Lord/Magier): Magische und künstliche Geschöpfe, wie Golems, Magier und Dschinn; Beeinflussungszauber und Illusionen
- Tod (Nekropole, Todesritter/Totenbeschwörer): Untote und Dämonen; Flüche
- Chaos (Asyl, Dieb/Hexer): Banditen und monströse Geschöpfe wie Ifrit und Hydras; Angriffszauber
- Natur (Zuflucht, Schütze/Druide): Waldbewohner, Tiere und Elementare (z. B. Elfen und Einhörner); Herbeirufung von Kreaturen
- Macht (Burg, Barbar): Wilde Kreaturen, wie Nomaden und Oger; keine Magie

Eine weitere auffällige Neuerung besteht darin, dass Helden nun persönlich am Kampf teilnehmen. In diesem Zuge sind nun auch Armeen mit mehreren oder gar keinen Helden möglich. Dieses Merkmal war von vielen Spielern gewünscht worden, erwies sich im Nachhinein jedoch als etwas unausgewogen: Während unerfahrene Helden relativ schwach und nutzlos sind, kann ein Held mit voll ausgebildeten Kampftalenten auch im Alleingang größere Monsterhorden bezwingen. Ferner können die Helden abhängig von ihren Haupttalenten höhere Klassen und damit verbundene Boni erreichen. Konzentriert man sich z. B. bevorzugt auf Natur- und Todesmagie (was nicht unbedingt einfach zu bewerkstelligen ist), wird der Held zum Dämonologen und erlernt Zauberformeln, mit denen er Dämonen beschwören kann. Erzmagier, die mindestens drei Arten von Magie beherrschen, können alle Sprüche mit größerem Effekt anwenden.
In den Städten ist es nicht mehr möglich, sämtliche Behausungen zu bauen, da diese sich teilweise gegenseitig ausschließen. Der Spieler muss daher immer entscheiden, welche von zwei Arten von Kreaturen er besser gebrauchen kann. In der Akademie etwa hat er unter anderem die Wahl zwischen Goldgolems (widerstandsfähige Verteidiger) und Magiern (beherrschen starke Zaubersprüche, sind aber sehr verwundbar).
Auch eine Skriptsprache wurde hinzugefügt, die Szenarioentwicklern komplexere Ereignisse ermöglicht.
Zur Enttäuschung der Spieler wurde von New World Computing kein Zufallskartengenerator für Heroes IV veröffentlicht (mit der Begründung, es sei zu schwierig, die Spielbarkeit der Zufallsszenarien zu gewährleisten). Die maximale Spielerzahl wurde wieder auf sechs gesenkt.

## Entwicklung
Heroes IV wurde von Grund auf neu programmiert. Während das Spielprinzip immer noch stark dem der Vorgänger ähnelte, gab es auch einige größere Neuerungen, etwa dass die Helden erstmals selbst auf dem Schlachtfeld mitkämpfen. Aus finanziellen Gründen konnte 3DO es sich nicht leisten, den Release des Spiels noch weiter zu verzögern, so dass die Verkaufsversion diverse Fehler und noch keinen Netzwerkmodus enthielt (dieser wurde erst einige Monate später per Aktualisierung nachgereicht).
Nach 3DOs endgültigem Bankrott ersteigerte der französische Publisher Ubisoft 2003 für 1,3 Millionen US-Dollar die Rechte an der Might-&-Magic-Serie und veröffentlichte später auch ein Heroes of Might and Magic IV Complete, welches das Hauptprogramm mit seinen beiden Add-ons bündelte.

## Rezeption
Heroes of Might and Magic IV erhielt gute, wenngleich zurückhaltende Wertungen (Gamerankings: 79,82 %).

## Erweiterungen

### The Gathering Storm
Das erste Add-on zu Heroes IV enthält wieder sechs Kampagnen, welche ebenfalls in Axeoth angesiedelt sind (jedoch ohne jegliche Rückbezüge auf ältere Episoden). Fünf Helden müssen zahlreiche Artefakte finden, um sich anschließend gemeinsam dem Dämonenmeister Hexis stellen zu können. Die Kampagnen sind deutlich kürzer als die des Hauptprogramms, und die Story ist bei weitem nicht so stark ausgearbeitet wie in den Vorgängern.
Neben neuen Szenarien bietet The Gathering Storm kaum zusätzliche Merkmale (einige neue, starke Kreaturen sind vorhanden, jedoch nicht vom Spieler rekrutierbar). Die Verkaufszahlen waren entsprechend schlecht.

### Winds of War
Das im Frühjahr 2003 erschienene zweite Add-on enthält sechs weitere kurze Kampagnen, in denen verschiedene Herrscher aus unterschiedlichen Gründen in das große Land Channon einfallen. Wie immer werden auch neue Einzelszenarien mitgeliefert, die teilweise von Fans im Rahmen eines Wettbewerbs erstellt wurden. Ansonsten bietet Winds of War wie sein Vorgänger nur sehr wenige neue Merkmale, darunter noch einige neue starke Kreaturen, welche ebenso wie die bereits in The Gathering Storm eingeführten leider nicht dem Spieler zur Rekrutierung zur Verfügung stehen.